# Universiti Utara Malaysia

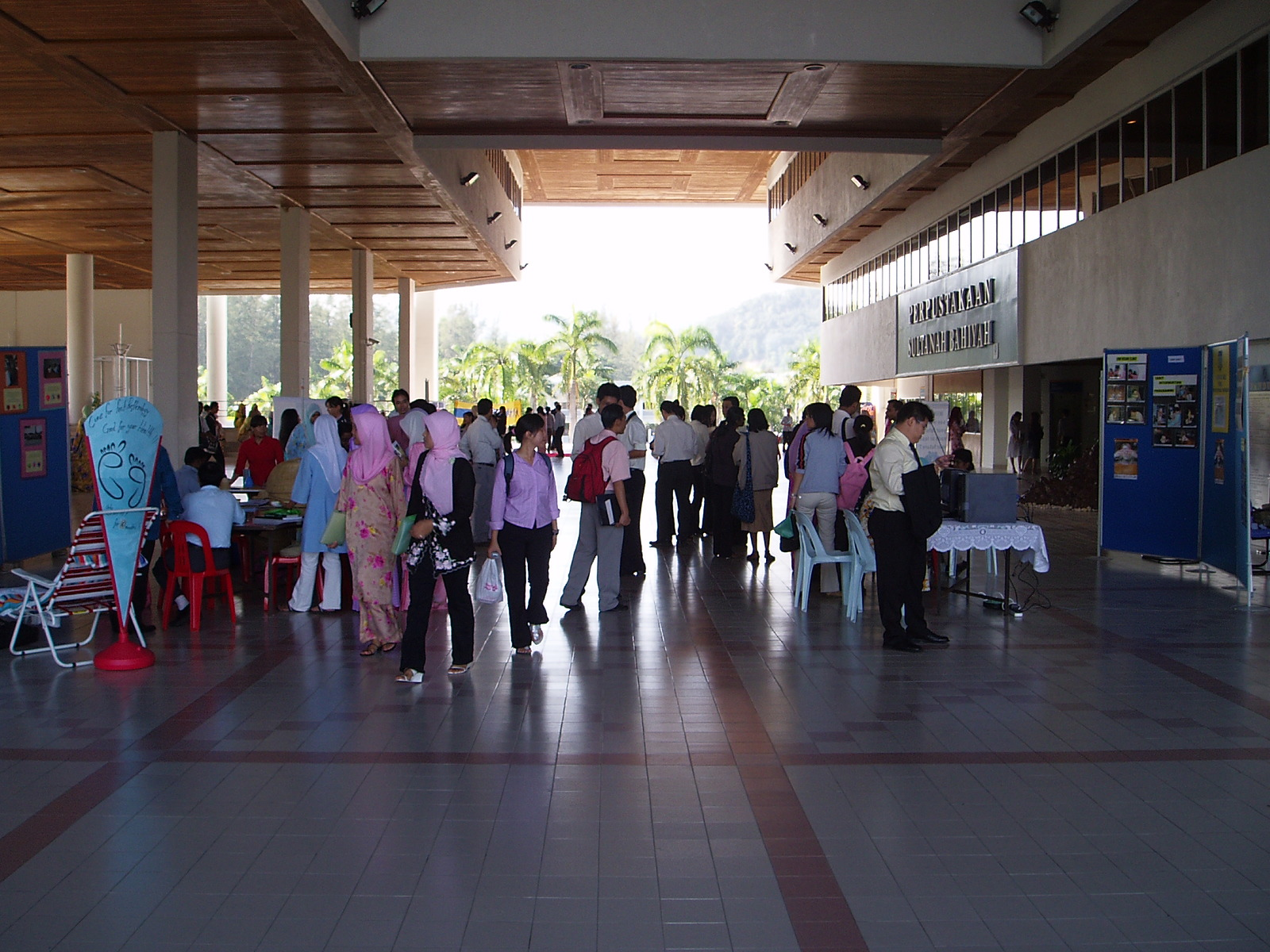
Universiti Utara Malaysia

Die Universiti Utara Malaysia (UUM) (engl. Northern University, Malaysia) in Sintok im Bundesstaat Kedah ist eine 1984 gegründete staatliche Universität in Malaysia. Die Universität ist auf Wirtschaftswissenschaften spezialisiert.

## Geschichte
Die heutige Hochschule wurde im Jahre 1984 als eine auf die Bereiche Management, Erziehungswissenschaften und Informationstechnologie spezialisierte staatliche Universität gegründet. 1990 erfolgte der Umzug von dem Standort in Tanah Merah im Bundesstaat Kelantan auf einen neu gebauten Campus in Sintok.

## Organisation
Der Kanzler der Universität ist ein Ehrenamt und wird durch eine bekannte Persönlichkeit besetzt, während das hauptamtliche Management der Universität durch den Vizekanzler geleitet wird.
Die Universität besteht aus folgenden Colleges:
- College of Art and Science
- College of Business
- College of Law, Government and International Studies